# Стратегија (теорија игара)
У теорији игара, играчева стратегија, у игри или пословној ситуацији је комплетан план деловања за сваку ситуацију која може да искрсне; она у потпуности одређује играчево понашање. Играчева стратегија одређује потез који ће играч да одигра у сваком стадијуму игре, за сваку могућу историју игре до тог тренутка.
Профил стратегија је скуп стратегија за сваког играча који у потпуности одређује све акције током игре. Профил стратегија мора да подразумева једну и само једну стратегију за сваког играча.
Појам стратегије се понекад погрешно повезује са појмом потеза. Потез је акција коју играч спроводи у неком тренутку током игре. (на пример, у шаху померање белог ловца a2 на b3). Са друге стране, стратегија је потпуни алгоритам за играње игре, који имплицитно излистава све потезе и контра-потезе за сваку могућу ситуацију током игре. Број потеза у партији игре икс-окс је 4 или 5, у зависности да ли играч игра први или други, и ако ниједан играч не може да прескочи потез; међутим, број стратегија износи преко 6.000.000.000.000.

## Типови стратегија
Чиста стратегија пружа комплетну дефиницију начина на који играч игра партију. Она за сваки могући потез дефинише одлуку коју играч доноси. Играчев простор стратегија је скуп чистих стратегија доступних датом играчу.
Мешовита стратегија подразумева случајан избор из скупа расположивих потеза према некој расподели вероватноће. Уместо да користи једну одређену чисту стратегију, играч случајним избором користи неку од чистих стратегија које су дефинисане мешовитом стратегијом. Наравно, свака чиста стратегија се може сматрати мешовитом стратегијом код које је та чиста стратегија изабрана са са вероватноћом 1 а свака друга са вероватноћом 0.
Тотално мешовита стратегија је мешовита стратегија код које је свакој чистој стратегији додељена строго позитивна вероватноћа.

## Примери стратегија

### Танте за танте
Стратегије у теорији игара су од кључне важности, јер је показано да затвореникова дилема никада не доводи до сарадње осим ако се разматрају вишепериодне стратегије. 
Високо ефикасна стратегија је Танте за танте. Користи се у програмерским такмичењима где се више алгоритама такмичи за највећи скор корисности. 
У овој стратегији играч увек сарађује, осим уколико противник изда, у ком случају се играч свети.

### Рулет
Постоји више стратегија и тактика клађења у игри рулета.
Најпознатија је стратегија удвостручивања:
1. Уложи 1€
2. Ако изгубиш: удвостручи свој улог
3. Понављај корак 2. док не оствариш профит

Ова стратегија је у почетку била позната под именом мартингал стратегија, и формализована је само да би се показало зашто неће да створи очекивани профит. Међутим, ово је уобичајена стратегија која се често јавља у многим казинима, посебно код играча почетника који се некад називају системским играчима. Типичан казино преферира системске играче у односу на друге типове играча, јер је овде ризик за казино врло низак, а потенцијални добитак је врло висок (целокупан играчев капитал).